# Prat de Comte
Prat de Comte – gmina w Hiszpanii, w prowincji Tarragona, w Katalonii, o powierzchni 26,37 km². W 2011 roku gmina liczyła 183 mieszkańców.